# Astenus chloroticus
Astenus chloroticus – gatunek chrząszcza z rodziny kusakowatych i podrodziny żarlinków (Paederinae).
Gatunek ten został opisany w 1874 roku przez Davida Sharpa jako Sunius choloroticus. Do rodzaju Astenus przeniósł go w 1955 roku Tsunamitsu Adachi.
Ciało długości od 5 do 5,3 mm, żółtawobrązowe z żółtymi odnóżami i czułkami. Prawie kwadratowa głowa jest szersza od przedplecza, które jest nieco węższe i nieco krótsze od pokryw. Z tyłu głowy obecne cztery długie, czarne szczeciny. Środkowy płat edeagusa samca wydłużony, zwężony w wierzchołkowej ⅓, choć nieco przed końcem rozszerzony; jego czubek w widoku bocznym silnie grzbietowo zakrzywiony, a widoku brzusznym stępiony.
Chrząszcz znany z Chin, Tajwanu, Korei i Japonii.